# كريس نيومان
كريس نيومان (بالإنجليزية: Chris Newman)‏ هو مهندس الصوت ومهندس أمريكي، ولد في 17 فبراير 1940 في نيويورك في الولايات المتحدة.

## وصلات خارجية
- كريس نيومان على موقع IMDb (الإنجليزية)
- كريس نيومان على موقع قاعدة بيانات الفيلم (الإنجليزية)